# Église évangélique au Tchad
L'Église évangélique du Tchad (EET) est une dénomination protestante unie présente au Tchad. Elle a été officiellement constituée en 1962, à la suite de l'unification des missions protestantes de la Mission unie du Soudan, de la Croisade mondiale d'évangélisation (Croisade mondiale d'évangélisation ou WEC) et des missions mennonites françaises.

## Histoire
En 1926, un couple de missionnaires canadiens, Florence et Victor Veary, de la Mission unie du Soudan (MUS), s'est rendu au Tchad. Au début, les églises furent établies dans la province du Logone, au sud-ouest. Après cela, la station Bébalem a été créée. Des années plus tard, ils se sont installés à N'Djamena (alors Fort Lamy). L'objectif principal de la mission était l'évangélisation des musulmans.
En 1952, la branche française de la MUS est créée sous le nom de Mission protestante franco-suisse du Tchad (MPFST).
En 1960, le Tchad devient indépendant et le MUS est officiellement reconnu par le gouvernement tchadien. Les différentes branches du MUS répartissaient les différents secteurs géographiques du pays, ainsi que les différentes activités. Ainsi, depuis lors, les différentes Missions ont continué leur travail dans ce pays.
À la veille de la déclaration d'indépendance, Victor Veary, le premier missionnaire du SUM au Tchad, a encouragé l'Église à devenir indépendante, ce qu'elle a fait.
La Croisade d'évangélisation mondiale (Croisade d'évangélisation mondiale ou WEC) et les églises mennonites françaises avaient également établi des missions dans le pays. C'est pourquoi, en 1962, ces églises décidèrent de rejoindre le MUS.
L'église qui en résulta fut rebaptisée Église évangélique au Tchad (acronyme : EET).
En 2004, on estimait que l'Église comptait 200 000 membres.
En 2024, la dénomination a tenu sa 51e assemblée générale. À l'époque, le président du bureau général de la dénomination était le Dr Tao Vaileck Elysée.